# (3030) Vehrenberg
(3030) Vehrenberg (1981 EH16) – planetoida z pasa głównego asteroid okrążająca Słońce w ciągu 3,42 lat w średniej odległości 2,27 j.a. Odkryta 1 marca 1981 roku.